# Ростовец
Ростовец — древнерусский город в верховьях реки Рось, входивший в состав Киевского княжества.
Являлся порубежной крепостью Поросской оборонительной линии. В его пределах жили находившиеся в союзнических отношениях с русскими князьями тюркские племена берендеев и торков. В 1176 году здесь произошло сражение между русскими князьями и половцами, окончившееся победой половцев. Перечислен в летописном Списке русских городов дальних и ближних.
Отождествляется с нынешним селом Белиловка Житомирской области.